# La Campana Eulalia
La Campana Eulalia fou una revista satírica publicada en el 1866 a Barcelona escrita íntegrament en castellà. El seu director i propietari era Antonio G. Hermosa, periodista, escriptor de llibres com Cabezas y Calabazas i també director d'altres revistes d'aquest estil com per exemple El Diablo Suelto, El Pájaro Verde i El Pájaro Azul, altres revistes de sàtira social de l'època. Per altra banda, el seu redactor fou Jaime Carreras i la impressió estava a càrrec de la Librería de Juan Oliveres.
Es publicava cada diumenge però de vegades patia irregularitats i es retardava la seva publicació. La col·lecció que es coneix consta de dotze números publicats entre l'11 de març i 17 de juny de 1866 encara que en l'Arxiu de Revistes Catalanes Antigues on es troba aquesta col·lecció es manca del número 8. El preu de la revista es va mantenir durant totes les seves publicacions: per Barcelona eren 4 reals al mes, per províncies 15 reals al trimestre, per l'estranger 20 reals al trimestre i per ultramar 60 reals al semestre. Tot per avançat, tal com posava sota els preus “como una prueba de amistosa confianza”. Deixaven espai per publicitat i reclamacions, a real per línia, que es trobaven al final de la revista.
Per subscriure's hi havia diferents vies segons la provinença: la gent de Barcelona podia acudir a diversos punts com l'Administración Dormitorio de S. Francisco número 6 piso 4, entre d'altres que al llarg del temps van anar variant, i per les províncies s'havia de remetre l'import en lletra amb 6 segells a l'ordre de D. Jaime Carreras, que era el redactor, i els llibreters i els comissionistes de província tenien un 20 per cent de descompte.

## Origen del nom
La revista pren el seu títol del nom de la campana que s'havia enlairat a la catedral de Barcelona l'any 1865 i que a principis del 1866 havia començat a funcionar de manera automàtica. La campana, que era la més gran i la que pesava més de totes les de la catedral, apareix a la capçalera de la publicació amb el títol aixafant un destacat representant de les societats de crèdit, al fons la silueta de la ciutat de Barcelona i entremig un tren en obres i descarrilat. Tant aquest dibuix, signat per Abadal, com el contingut dels diversos números s'han de situar en el context de la crisi econòmica espanyola. Al 1866 existeix situació de desconfiança envers el Banc d'Espanya i a Catalunya el es paralitzen les obres de la línia de ferrocarril que havia d'enllaçar Sant Joan de les Abadesses amb Granollers a causa de la falta de liquiditat de les societats d'accionistes de Londres, fins a tal punt que el Govern acaba dissolent la companyia ferroviària i donant per caducada la concessió estatal obtinguda el 1862.

## Organització i estructura
Cada número consta de quatre pàgines impreses a tres columnes que van emmarcades amb una orla i la tercera pàgina és una il·lustració de vegades acompanyada de títols i alguna frase. Els títols utilitzen cadascun d'ells una tipografia diferent i de vegades el text s'iniciava amb una caplletra. A primera pàgina sota el nom de la revista, la il·lustració i els quadres amb la informació principal es troba el lema de la revista que es manté al llarg de tots els números: “PRÓLOGO, PROSPECTO, PROGRAMA, PROPÓSITO,Ó LO QUE FUERE, (EN PRÓ), DE LA CAMPANA EULALIA. Lo que fuere, ¡¡¡SONARÁ!!!” Principalment si hi havia anuncis publicitaris es trobaven a l'última pàgina.
La revista se centrava generalment en fer sàtira de la situació econòmica i social de l'època. Algunes de les seccions fixes o més vistes en la revista foren:
- Advertencia: normalment era el primer article de la revista. Es comentava algun incident que la revista havia tingut tant en el seu repartiment com en la seva redacció, de vegades era més d'una i d'altres també eren advertències còmiques.
- Campanadas: agrupava comentaris, diàlegs, poesies, petites històries entre d'altres normalment de crítica envers algun fet.
- Sociedades: apareixia de la segona publicació a la quarta i parlava principalment de les societats de crèdit i el seu funcionament i tot el que hi havia darrere.
- Claridades: anava acompanyada amb la frase “APUNTES públicos para ALGUNA HISTORIA privada” i es dividia en set capítols. Narrava i criticava alhora la història del francès Charles Lebon amb l'enllumenat i la seva fàbrica de gas a Catalunya.
- Revista de espectáculos (que en alguns números també es trobava com Revista general de espectáculos o Revista general de teatros): parlava de les situacions econòmiques, socials i tot el que envoltava al Teatre Principal i al Gran Teatre del Liceu de Barcelona. En l'últim número també s'hi afegeixen comentaris sobre els Camps Elisis, Jardí de Varietats, Prat Català i els Toros.

Del text es coneix que es va distribuir a tots els subscriptors de El Diablo Suelto (1863-1865) de Barcelona que havia deixat de publicar-se l'any anterior i era del mateix propietari. Aquesta revista també era de caràcter humorístic gràfic, de Barcelona i era escrita en castellà. En comparació amb La Campana Eulalia tenia molt més números, en total uns 56, el format no era de tres columnes i era més extens però tenia aspectes semblants com les il·lustracions, l'humor i algunes seccions com la d'espectacles.
Les il·lustracions també tenien un àmbit econòmic i social amb imatges de gent de classe alta ben vestides juntament amb camperols i treballadors de fàbriques amb vestimenta més senzilla. La revista se centrava sobretot en la situació a Barcelona, els seus voltants i sobre Catalunya en general però de vegades també s'esmentava altres parts d'Espanya com per exemple Zaragoza i els seus ferrocarrils.